# Mitsuru Hiruta
蛭田充
Œuvres principales
Première œuvre : Silver kamen
Autres ouvrages :
- Ultraman
- Devilman
- Mazinger Z

Mitsuru Hiruta (蛭田充, Hiruta Mitsuru) est un mangaka.

## Biographie
Il est né dans la ville d'Iwaki, préfecture de Fukushima, le 24 avril 1943.
À l'âge de 18 ans, il part pour Tokyo pour être dessinateur, il s'installe dans la préfecture de Chiba). 
Après avoir exercé son métier en tant que collaborateur chez Dynamic pro pendant quatre ans, il débute officiellement dans Shônen Jump en 1970.

## Sa carrière
En 1971, Mitsuru crée sa première série importante, Silver kamen (シルバー仮面, litt. « Silver masque »), publiée dans diverses publications de la Shôgakukan, suivra ensuite Mirrorman en 1972.
En 1975, il dessine Hakkyū suikoden hoero ryū (白球水滸伝 ほえろ竜), un manga sur le baseball scénarisé par Buronson, publié par Futabasha.
À partir de là, il se spécialise en faisant des versions mangas des séries TV à succès comme :
- Ultraman (en donnant naissance à une saga étendue d'ultras) ;
- Jinzō-ningen Kikaider (人造人間キカイダー, Jinzō-ningen Kikaidā?, litt. « Kikaider l'androïde ») de Shōtarō Ishinomori, 1972 ;
- Arrow Emblem Grand Prix no taka (アローエンブレム グランプリの鷹, Arō enburemu guran puri no taka?, litt. « Arrow Emblem, le faucon des grands prix »), 1977 ;
- Yūsha Reideen (勇者ライディーン, Yūsha Raidīn?, litt. « Reideen le brave») ;

et spécialement celle de Gō Nagai :
- Devilman, 1972 ;
- Mazinger Z, 1973 ;
- Getter Robo, 1974.

Cela jusqu'en dans les années 1980, puis il va entièrement se consacrer à l'illustration de divers secteurs depuis les comics éducatifs à la cuisine, puis l'automobile.